# Harzfeld's
Harzfeld's was een warenhuisketen uit Kansas City, Missouri, die zich specialiseerde in luxe kleding voor dames en kinderen.

## Geschiedenis
Het bedrijf werd in 1891 opgericht als "Parisian Cloak Company" door Siegmund Harzfeld en zijn partner Ferdinand Siegel. Harzfeld was voorzitter totdat hij werd opgevolgd door Ferdinand Siegels zoon, Lester Siegel sr. In februari 1966 werd Lester Siegel jr. de derde voorzitter van het bedrijf.
In 1959 ging Harzfeld's naar de beurs en werden de gewone aandelen verhandeld op de lokale effectenbeurs. In 1972 werd de keten voor 3 miljoen dollar overgenomen door het retailconglomeraat Garfinckel, Brooks Brothers, Miller & Rhoads, Inc. Met de overname van het moederconcern in 1981 werd het een onderdeel van Allied Stores. In 1984 werd de keten gesloten.

## Vlaggenschipwinkel
De oorspronkelijke locatie van de Parisian Cloak Company was  Main Street 1108 en 1110 in Kansas City, Missouri. In 1913 verhuisde de winkel naar Main Street en Petticoat Lane en werd de naam veranderd in Harzfeld's. Het nieuwe vlaggenschip werd ontworpen door de bekende architect John McKecknie als kantoorgebouw. De winkel breidde zich uiteindelijk uit naar een aangrenzend pand, waardoor het winkelgebied zich uitstrekte van Main Street tot Walnut Street. Na de sluiting in 1984 werd het vlaggenschip geïntegreerd in het Town Pavilion-complex.
De winkel was bekend om een muurschildering uit 1947, die Thomas Hart Benton in opdracht van de winkel maakte. Na de sluiting van de winkel werd de muurschildering, bekend als " Achelous en Hercules ", verworven door het American Art Museum van het Smithsonian Institution in Washington, D.C.

## Filialen
In 1929 opende Harzfeld's zijn eerste filiaal in Columbia, Missouri. De winkel richtte zich op de lokale studentenpopulatie van de Universiteit van Missouri, Stephens College en Columbia College. Op 10 april 1954 opende Harzfeld's zijn eerste vestiging in Kansas City, in de Country Club Plaza. In 1958 werd een tweede vestiging geopend in het winkelcentrum Blue Ridge Mall. In 1963 vond er een verdere uitbreiding plaats met de opening van de winkel op Corinth Square. In 1967 werd in het Metcalf South Shopping Center een vijfde winkel in Kansas City geopend. Kort nadat het moederbedrijf in 1974 twee vestigingen van Gus Meyer in Oklahoma had overgenomen, werden deze omgebouwd tot Harzfeld's.
De 929 m² grootte winkel op Corinth Square sloot op 8 augustus 1984. De winkel in het Metcalf South Shopping Center sloot dezelfde dag ook. De winkel in Tulsa werd omgebouwd tot een Brooks Brothers-winkel. De winkel in Downtown Kansas City werd gesloten en maakte deel uit van een herontwikkelingsproject. De locatie van Country Club Plaza werd later dat jaar omgebouwd tot een Bonwit Teller warenhuis.
| Winkel                                  | Stad                    | Adres of winkelcentrum        | Opening     | Sluiting | Opmerkingen                                                   |
| --------------------------------------- | ----------------------- | ----------------------------- | ----------- | -------- | ------------------------------------------------------------- |
| Downtown Kansas City Vlaggenschipwinkel | Downtown Kansas City    | Main Street 1111              | 1913        | 1984     | Geïntegreerd in het Town Pavilion                             |
| Lawrence, Kansas                        | Lawrence, Kansas        |                               | 1923        |          |                                                               |
| Columbia MO                             | Columbia, Missouri      |                               | 1929 / 1949 |          |                                                               |
| Country Club Plaza                      | Kansas City             | Country Club Plaza            |             |          | 65 medewerkers bij sluiting. Werd een Bonwit Teller warenhuis |
| Blue Ridge                              | Kansas City             | Blue Ridge Mall               | 1958        |          | Overgenomen door Jones Store Co.                              |
| Corinth Square                          | Prairie Village, Kansas | Corinth Square                | 1963        |          |                                                               |
| Metcalf South                           | Overland Park, Kansas   | Metcalf South Shopping Center | 1967        |          | Overgenomen door Jones Store Co.                              |
| Tulsa                                   | Tulsa, Oklahoma         | Utica Square                  |             |          | Voorheen Gus Mayer. Werd een Brooks Brothers                  |
| Oklahoma City                           | Oklahoma City           | Penn Square Mall              |             |          | Voorheen Gus Mayer                                            |